# Кампаньола Емилия
Кампаньо̀ла Емѝлия (на италиански: Campagnola Emilia, на местен диалект Campagnôla, Кампаньола) е градче и община в северна Италия, провинция Реджо Емилия, регион Емилия-Романя. Разположено е на 22 m надморска височина. Населението на общината е 5596 души (към 2010 г.).